# Игностицизм
Игностици́зм, или игтеи́зм — точка зрения на теологию, согласно которой любая другая точка зрения на теологию (включая агностицизм) делает слишком много необоснованных допущений относительно концепции Бога/богов, и некоторых других теологических концепций. Термин «игностицизм» был введён основателем гуманистического иудаизма Шервином Вайном.
Некоторыми философами игностицизм рассматривается как разновидность атеизма или агностицизма, в то время как другие считают его самостоятельной концепцией. Игностик придерживается мнения, что не может даже ответить, верит он в Бога или нет, до тех пор пока вопрошающий не даст определение Бога/богов.
Игностицизм и теологический нонкогнитивизм считаются иногда синонимами, соотношение между игностицизмом и другими нетеистическими воззрениями менее однозначно. Пол Куртц находит его совместимым с негативным атеизмом и агностицизмом.

Я ввёл понятие «игтеизм» потому, что теистическое существо, которое обсуждается теологами и философами, не является умопостигаемым. Здесь частица иг- (ig-) происходит от слова «не ведающий» (ignorant), так как мы никоим образом не можем знать, что понимается под словом «теизм», когда используем понятие «Бог», чтобы обозначить с его помощью трансцендентное существо или «основу» бытия. Тот аргумент, который используют теологи (например, Тиллих), что «язык Бога» должен рассматриваться символически или метафорически, с моей точки зрения, является уловкой. Семантический туман заставляет усматривать в нём что-то двусмысленное, что в ходе прояснения оказывается ложным.
— Пол Куртц, «Новый скептицизм»
В книге «Язык, истина и логика» Алфред Айер утверждает, что никто не может говорить о существовании Бога или даже самой возможности его существования, поскольку это понятие неверифицируемо и потому бессмысленно. Айер ставит его вне атеизма, агностицизма и теизма, потому что все эти позиции предполагают наличие смысла в высказывании «Бог существует». Учитывая бессмысленность теистических притязаний, Айер высказывает мнение, что «нет логического основания для антагонизма между религией и опытным знанием», поскольку теизм не влечет за собой никаких суждений, которые мог бы опровергнуть научный метод.
Несмотря на самоопределение атеиста, Сэм Харрис выражает разочарование этим ярлыком и часто использует игностические аргументы, критикующие неоднозначность и непоследовательность определений Бога.
Игностицизм не следует путать с апатеизмом, позицией безразличия по отношению к вопросу о существовании Бога. Апатеисту заявление «Бог существует» может представляться как бессмысленным, так и осмысленным, возможно даже истинным.